# Floorball-Regionalliga
Die Floorball-Regionalliga ist die dritthöchste (und in vielen Regionen auch niedrigste) deutsche Floorball-Spielklasse. Als Unterbau unter den Bundesligen, werden diese Ligen in Kooperation mit den  Landesverbänden ausgerichtet.

## Aufteilung
Die Aufteilung wird zu jeder Saison leicht angepasst, was den geographischen Herkunftsorten der teilnehmenden Mannschaft geschuldet ist. Zuerst gab es noch Ligen, die zumindest im Süden und im Westen noch in verschiedene Staffeln eingeteilt wurden. Mittlerweile wurden Regionen geschaffen, in welchen die einzelnen Ligen mit ihren Staffeln beheimatet sind.
Ligen in der Saison 2024/25:
- Männer
  - Region Nord und West
    - Schleswig-Holstein (mit Hamburg)
    - Nordwest (Bremen und Niedersachsen)
    - Nordrhein-Westfalen
    - Hessen (mit Rheinland-Pfalz)

  - Region Süd und Ost
    - Berlin-Brandenburg
    - Ost (Thüringen, Sachsen, Sachsen-Anhalt)
    - Süd
      - Staffel Baden-Württemberg
      - Staffel Bayern

- Damen
  - Nord-Nordwest (Schleswig-Holstein, Hamburg und Niedersachsen)[1]
  - Ost (Berlin, Brandenburg, Sachsen-Anhalt, Thüringen und Sachsen)[2]

## Modus
In einer normalen Saison spielen alle Mannschaften in ihrer Staffel jeweils zwei Mal gegeneinander. In wenigen Fällen steigen dabei die letzten Mannschaften in die Verbandsliga (fall es für die Region eine gibt, vgl. die Navigationsleiste des Ligasystems unten) ab, dies geschieht in der Regel jedoch eher über einen freiwilligen Rückzug als sportlich bedingt.
Außer in der West-Region spielen die jeweils besten zwei (im Osten vier) Mannschaften jeder Liga/Staffel (immer zwei Stück pro Region) ihren Regionenmeister aus. Diese sind aber meist nicht aufstiegsrelevant.
Entscheidend sind hierfür nur die beiden sogenannten Regionalligameisterschaft von Floorball Deutschland: Nord/West und Süd/Ost, entsprechend den 2. FBL Staffeln. Der Modus richtet sich nach Anzahl der Teilnehmer inkludieren aus der Regionalliga nur die aufstiegswilligen Teams und die Relegationsteilnehmer der 2. FBL. In der Vergangenheit stiegen so auch Mannschaften, die nicht für die Regionenmeisterschaften qualifiziert waren, auf. Bspw. in der hessischen Liga deshalb die Regelung, dass nur die beiden besten Teams aufstiegsberechtigt sind und ansonsten nur der Drittplatzierte nachrücken dürfte.

### Meister seit 2015

#### Regionenmeister
| Jahr | Nord                                             | West                                             | Ost                                              | Süd                                              |
| ---- | ------------------------------------------------ | ------------------------------------------------ | ------------------------------------------------ | ------------------------------------------------ |
| 2016 | nicht ausgespielt                                | TSG Erlensee                                     | nicht ausgespielt                                | ESV Ingolstadt                                   |
| 2017 | nicht ausgespielt                                | Floorball Butzbach                               | nicht ausgespielt                                | FC Stern München                                 |
| 2018 | nicht ausgespielt                                | nicht ausgespielt                                | nicht ausgespielt                                | United Lakers Konstanz                           |
| 2019 | nicht ausgespielt                                | SSF Dragons Bonn II                              | nicht ausgespielt                                | SV 03 Tübingen Sharks                            |
| 2020 | nicht ausgespielt                                | nicht ausgespielt                                | Aufgrund der Corona-Pandemie nicht stattgefunden | Aufgrund der Corona-Pandemie nicht stattgefunden |
| 2021 | Aufgrund der Corona-Pandemie nicht stattgefunden | Aufgrund der Corona-Pandemie nicht stattgefunden | Aufgrund der Corona-Pandemie nicht stattgefunden | Aufgrund der Corona-Pandemie nicht stattgefunden |
| 2022 | Hannover 96                                      | nicht ausgespielt                                | nicht ausgespielt                                | VfL Red Hocks Kaufering II                       |
| 2023 | TSC Wellingsbüttel                               | Floorball Mainz                                  | Floor Fighters Chemnitz II                       | SG Augsburg / Nordheim                           |
| 2024 | Lilienthaler Wölfe II                            | SV Espenau Rangers                               | Berlin Rockets (Laikas)                          | VfL Red Hocks Kaufering II                       |
| 2025 | nicht ausgespielt                                | nicht ausgespielt                                | Floor Fighters Chemnitz II                       | VfL Red Hocks Kaufering II                       |

#### Staffelmeister
| Jahr | Nord                                            | Nordwest                                   | NRW                                        | Hessen                                     | Ost                                        | Berlin-Brandenburg                         | Baden-Württemberg                          | Bayern                                     |
| ---- | ----------------------------------------------- | ------------------------------------------ | ------------------------------------------ | ------------------------------------------ | ------------------------------------------ | ------------------------------------------ | ------------------------------------------ | ------------------------------------------ |
| 2016 | ETV PiranHHas II                                | SG Mittelnkirchen/Stade                    | TSG Erlensee w                             | TSG Erlensee w                             | UHC Sparkasse Weißenfels II                | Floorball Turtles Berlin                   | Sportvg Feuerbach                          | PSV Wikinger München                       |
| 2017 | ETV Piranhhas Hamburg II                        | BSV Roxel                                  | Floorball Butzbach w                       | Floorball Butzbach w                       | FC Rennsteig Avalanche                     | FTC Berlin-Siemensstadt                    | DJK Giants Karlsruhe-Ost                   | SG Ingolstadt/Nordheim                     |
| 2018 | ETV Piranhhas II                                | MTV Mittelnkirchen                         | SSF Dragons Bonn II                        | TSV Tollwut Ebersgöns                      | Red Devils Wernigerode U23                 | SCS Berlin                                 | DJK Giants Karlsruhe-Ost                   | FC Stern München                           |
| 2019 | TSC Wellingsbüttel                              | Hannover Mustangs                          | SSF Dragons Bonn II                        | TSG Erlensee                               | Red Devils Wernigerode U23                 | BAT III Berlin                             | SV 03 Tübingen Sharks                      | Lumberjacks Rohrdorf                       |
| 2020 | SG TSV Bordesholm / Preetzer TSV / Gettorfer TV | Lilienthaler Wölfe                         | SSF Dragons Bonn II                        | TSG Erlensee                               | TSG Füchse                                 | Laikas Berlin                              | DJK Giants Karlsruhe-Ost                   | Aufgrund der Corona-Pandemie nicht beendet |
| 2021 | Aufgrund der Corona-Pandemie nicht beendet      | Aufgrund der Corona-Pandemie nicht beendet | Aufgrund der Corona-Pandemie nicht beendet | Aufgrund der Corona-Pandemie nicht beendet | Aufgrund der Corona-Pandemie nicht beendet | Aufgrund der Corona-Pandemie nicht beendet | Aufgrund der Corona-Pandemie nicht beendet | Aufgrund der Corona-Pandemie nicht beendet |
| 2022 | TSC Wellingsbüttel                              | Hannover 96                                | ASV Köln                                   | TSG Erlensee                               | UHC Sparkasse Weißenfels II                | Berlin Rockets (Laikas Berlin)             | SG Schriesheim-Mannheim                    | VfL Red Hocks Kaufering II                 |
| 2023 | ETV Piranhhas II                                | Hannover 96                                | SSF Dragons Bonn U21                       | Floorball Mainz                            | Floor Fighters Chemnitz II                 | Laikas Berlin                              | United Lakers Konstanz                     | Lumberjacks Rohrdorf                       |
| 2024 | TSC Wellingsbüttel                              | Hannover 96                                | SV Espenau Rangers w                       | SV Espenau Rangers w                       | Floor Fighters Chemnitz II                 | Eisbären Juniors                           | United Lakers Konstanz                     | VfL Red Hocks Kaufering II                 |
| 2025 | Baltic Storms                                   | Lilienthaler Wölfe II                      | SG Hochdahl-Aachen                         | SV Espenau Rangers                         | MFBC Grimma/Leipzig                        | SG SC Siemensstadt / VfL Tegel             | United Lakers Konstanz                     | VfL Red Hocks Kaufering II                 |